# Невеста-дитя
Невеста-дитя (англ. Child Bride) — фильм режиссёра Гарри Ревьера, снятый в 1938 году и вышедший на экраны в 1941 году (в титрах указан 1942 год). Фильм был выдвинут как попытка привлечь внимание к отсутствию законов о запрете детских браков во многих штатах США.
Действие фильма происходит в отдалённом городке в Озарке, Америка. Фильм был очень спорным для того времени из-за своей темы и сцен, в которых 15-летняя Ширли Миллс снималась голой. Фильм обошёл запрет об экранной наготе по кодексу Хейса, будучи подготовленным и распространённым независимо от студийной системы как образовательный. Хотя фильм был запрещён во многих регионах, противоречивый характер фильма и чёрный пиар на многие годы приравняли его к эксплуатационным фильмам.
По оценке Ганса Вольштейна (NYTimes.com), обнажённая сцена абсолютно неуместна, кроме как в том смысле, что создала основные сборы фильму; однако он высоко оценил игру юной Миллс.

## Сюжет
Мисс Кэрол работает учительницей в сельской школе. Будучи уроженкой Озарка, она полна решимости запретить практику детских браков, в которых пожилые мужчины женятся на девочках подросткового или предподросткового возраста. Её кампания вызывает недовольство некоторых местных мужчин во главе с Джейком Болби. Однажды ночью они похищают её и уводят в лес с целью вымазать в смоле и перьях, но прежде чем они сделали это, карлик Анджело и мистер Колтон успевают спасти её.
В этом месте следует обнажённая сцена: Дженни, дочь мисс Кэрол, и её товарищ Фредди идут купаться на лесное озеро, но Дженни говорит (кратко демонстрируя грудь на камеру), что теперь всё изменилось и они не могут купаться голыми вместе. Какое-то время они полураздетыми обсуждают это, будучи отделены друг от друга деревом, после чего Дженни голая бежит к озеру; следующие две минуты состоят из кадров, в которых Дженни плавает и резвится вместе со своей собакой; Джейк Болби тут видит её с холма. В некоторых изданиях сцены топлесс вырезаны, оставлено только купание.
Когда отец Дженни умирает, Болби решает воспользоваться возможностью шантажировать её мать, чтобы добиться разрешения жениться на девочке, угрожая, что в противном случае она будет повешена за убийство. После того как он «подкупает» Дженни, подарив ей куклу, они женятся. Позже оказывается, что этот брак был незаконным, так как за несколько дней до бракосочетания детские браки были запрещены, но этот момент быстро становится спорным. До того как Болби завершает своё грязное дело, Анджело убивает его выстрелом из ружья. Дженни выходит из дома навстречу своему другу Фредди, они целуются, и на этом фильм заканчивается.

## В ролях
- Ширли Миллс — Дженни Колтон. До этого снималась в фильмах «Гроздья гнева» (1939) и «Молодые люди» (1940). Она продолжала появляться во многих фильмах в течение следующего десятилетия, но в основном на второстепенных ролях.
- Боб Боллинджер — Фредди Налти. Это была единственная кинороль Боллинджера. По данным официального сайта Ширли Миллс, молодые актеры стали друзьями, и позже Боллинджер предложил ей выйти за него замуж, но она отказалась.
- Анджело Росситто — карлик Анджело. Росситто имел долгую карьеру в кино, начиная от 1920-х до 1990-х годов. В титрах по непонятным причинам отмечен как Don Barrett.
- Уорнер Ричмонд (англ. Warner Richmond) — Джейк Болби. Наряду с Миллс и Росситто, Ричмонд стал одним из немногих актёров, участвовавших в этом фильме, который имел какую-либо кинокарьеру. Он снялся в более чем 140 фильмах между 1912 и 1946 годами.
- Диана Даррелл — мисс Кэрол
- Дороти Кэррол — Флора Колтон
- Джордж Хамфрис — Ира Колтон